# Хохловщина
Хохло́вщина (рос. Хохловщина) — присілок у складі Даровського району Кіровської області, Росія. Входить до складу Даровського міського поселення.
Населення становить 195 осіб (2010, 300 у 2002).
Національний склад станом на 2002 рік — росіяни 96 %.